# Miami Sol 2000
La stagione 2000 delle Miami Sol fu la 1ª nella WNBA per la franchigia.
Le Miami Sol arrivarono seste nella Eastern Conference con un record di 13-19, non qualificandosi per i play-off.

## Roster
| N° | Naz.                   | Ruolo | Sportivo          | Anno | Alt. | Peso |
| -- | ---------------------- | ----- | ----------------- | ---- | ---- | ---- |
| 5  | Stati Uniti (bandiera) | G     | Kisha Ford        | 1975 | 178  | 69   |
| 7  | Svezia (bandiera)      | A     | Tanja Kostić      | 1972 | 185  | 74   |
| 12 | Stati Uniti (bandiera) | A     | Katrina Colleton  | 1971 | 178  | 66   |
| 14 | Germania (bandiera)    | C     | Marlies Askamp    | 1970 | 196  | 90   |
| 21 | Stati Uniti (bandiera) | G     | Umeki Webb        | 1975 | 178  | 73   |
| 22 | Stati Uniti (bandiera) | G     | Milena Flores     | 1977 | 168  | 57   |
| 31 | Stati Uniti (bandiera) | G     | Debbie Black      | 1966 | 157  | 56   |
| 32 | Stati Uniti (bandiera) | C     | Shantia Owens     | 1978 | 188  | 79   |
| 35 | Stati Uniti (bandiera) | G     | Jameka Jones      | 1978 | 175  | 72   |
| 42 | Stati Uniti (bandiera) | C     | Jamie Cassidy     | 1978 | 191  | 85   |
| 50 | Stati Uniti (bandiera) | A     | Sharon Manning    | 1969 | 191  | 84   |
| 52 | Stati Uniti (bandiera) | A     | Kristen Rasmussen | 1978 | 188  | 86   |
| 55 | Stati Uniti (bandiera) | G     | Sheri Sam         | 1974 | 180  | 81   |

## Staff tecnico
- Allenatore: Ron Rothstein
- Vice-allenatori: Jenny Boucek, Tony Fiorentino